# Heřmaničky (nádraží)
Heřmaničky byly železniční stanice ve stejnojmenné obci v okrese Benešov ve Středočeském kraji na trati Praha – České Budějovice. Provoz zde byl zahájen roku 1871, k jeho ukončení došlo 2. dubna 2022 v souvislosti s budováním přeložky trati mezi Voticemi a Sudoměřicemi u Tábora.

## Uspořádání
Stanice měla tři koleje dopravní (č. 1, 3 a 5) a jednu manipulační (č. 2), na votickém zhlaví na 2. a 5. kolej navazovaly kusé koleje 2a a 5a. Všechny dopravní koleje byly vybaveny nástupištěm. Byla vybavena elektromechanickým zabezpečovacím zařízením (ze 70. let 20. století, jež nahradilo původní též elektromechanické) s řídicím přístrojem v dopravní kanceláři a dvěma výhybkářskými přístroji na stavědlech 1 a 2. Na ješetickém zhlaví a záhlaví bylo dvouramenné vjezdové mechanické návěstidlo se světelnou předvěstí a jedno společné jednoramenné mechanické odjezdové návěstidlo SJ, na votickém zhlaví a záhlaví byla návěstidla světelná, přičemž odjezdové návěstidlo bylo skupinové L1-5. Na votickém záhlaví se nacházely dva přejezdy vybavené přejezdovým zabezpečovacím zařízením mechanickým (závorami) ovládaným ze stavědla 2. Mezistaniční úsek do Ješetic byl vybaven traťovým zabezpečovacím zařízením – hradlový poloautomatický blok, úsek do Votic automatickým hradlem.

## Historie

### Provoz

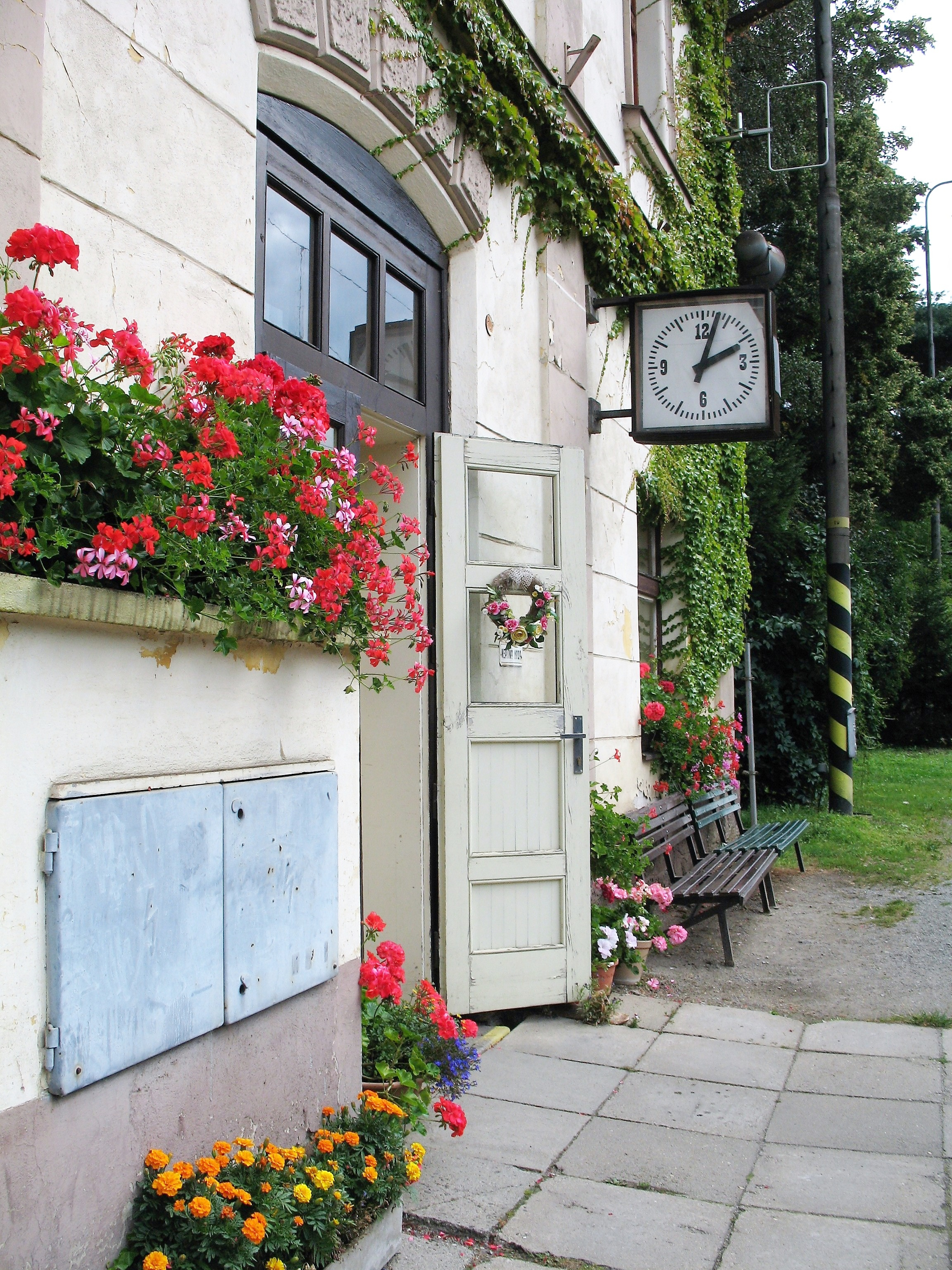
Úprava před dopravní kanceláří žst. Heřmaničky (rok 2016)

Stanice byla vybudována jako součást odbočné větve Dráhy císaře Františka Josefa (KFJB) z Gmündu (nynější České Velenice) v roce 1870, přičemž provoz by zahájen roku 1871. Stanice nesla původně název Heřmaničky-Sedlec. Na konci 19. století byla původně malá stanice rozšířena do rozsahu, jenž se dochoval až do roku 2020, kdy došlo ke změnám konfigurace kolejiště kvůli budování přeložky. Roku 1960 bylo nahrazeno mechanické vjezdové návěstidlo a předvěst od Votic a mechanická předvěst od Ješetic světelnými, roku 2010 bylo v souvislostí s modernizací úseku Benešov u Prahy – Votice nahrazeno mechanické odjezdové návěstidlo do Votic světelným.
Stanice sloužila při pochodu Praha–Prčice jako místo nástupu do zvláštních vlaků, stejný účel se očekává i u nové zastávky.
Od září 2020 do března 2022 byla na ješetickém zhlaví provizorně napojena manipulační kolej č. 2 do nově budované trati a hlavní staniční kolej zkrácena. Křižování bylo umožněno jen po dvou kolejích vzdálenějších od budovy.

### Zrušení a nová zastávka

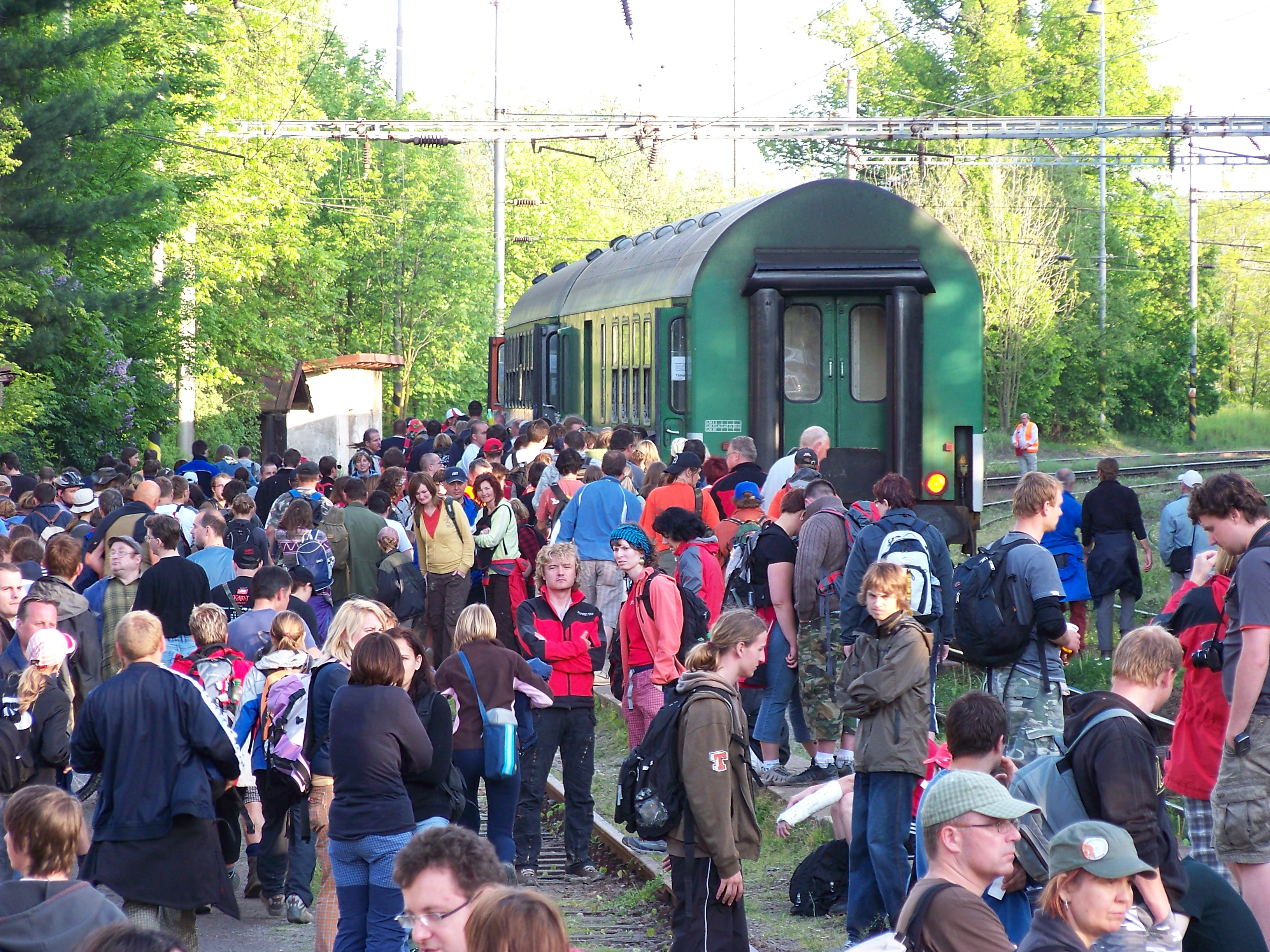
Účastníci pochodu Praha - Prčice ve stanici Heřmaničky, květen 2015

Poslední vlak ve stanici zastavil 1. dubna 2022 ve večerních hodinách. Provoz na celém traťovém úseku Votice – Sudoměřice u Tábora úplně utichl následující den ráno, kdy začala nepřetržitá, téměř tříměsíční výluka, během které je realizován přesmyk trati do nové stopy. Ještě 2. dubna byly demontovány závory na obou přejezdech a rozebrány elektromechanické přístroje, o dva dny později byla demontována mechanická návěstidla a postupně i kolejiště. Části zabezpečovacího zařízení stanice Heřmaničky převzalo Národní technické muzeum.
Prostor stanice získá obec pro zřízení nové návsi se zázemím pro hasiče. Výpravní budova, jež zůstala v majetku ČD, bude prodána.
Stanici nahradila nová zastávka umístěná zhruba v místě ješetického zhlaví původní stanice. Zastávka je vybavena dvěma nástupišti o délce 220 m. Provoz po jedné koleji byl zahájen na začátku července 2022, po obou kolejích pak v září